# Zespół Retta
Zespół Retta (ang. Rett syndrome, Rett's disorder, RTT) – neurologiczne zaburzenie rozwoju, uwarunkowane genetycznie, o dziedziczeniu sprzężonym z płcią.
Na obraz kliniczny tego zespołu składa się szereg zaburzeń neurorozwojowych, które w większości wypadków prowadzą do znacznej i głębokiej niepełnosprawności ruchowej oraz znacząco ograniczają możliwość komunikacji z otoczeniem. Charakterystyczna dla zespołu Retta jest nasilona dyspraksja (w wielu wypadkach apraksja) połączona ze specyficznymi ruchami stereotypowymi w obrębie kończyn górnych.
Uważa się, że zespół Retta stanowi jedną z najczęstszych przyczyn obniżenia poziomu rozwoju intelektualnego u dziewczynek.

## Klasyfikacja
W DSM-IV (podobnie jak w ICD-10) zespół Retta był klasyfikowany jako całościowe zaburzenie rozwoju, podobnie jak między innymi autyzm i Zespół Aspergera. Najnowsza klasyfikacja DSM-5 nie zawiera już zespołu Retta. Został usunięty z klasyfikacji ze względu na poznane podłoże genetyczne. Osoba z zespołem Retta, wykazująca jednocześnie objawy zaburzenia ze spektrum autyzmu, otrzyma diagnozę zaburzenia ze spektrum autyzmu z dopiskiem „powiązane z zespołem Retta” albo „powiązane z mutacją MECP2”.

## Historia
Zespół opisał jako pierwszy austriacki pediatra, Andreas Rett (1924-1997) w 1965 roku. W poczekalni swojego gabinetu zobaczył dwie matki z dziećmi, które – mimo że nie były spokrewnione – zachowywały się bliźniaczo podobnie: siedząc na kolanach matek w charakterystyczny sposób zaplatały palce dłoni. Rett znalazł jeszcze sześć przypadków choroby i opisał je wstępnie w artykule w „Wiener medizinische Wochenschrift”. W roku 1977 Rett opisał kolejne 22 dziewcząt u których wyodrębnił charakterystyczne cechy:
- stereotypowe ruchy rąk
- ataksję
- hiperamonemię
- ogólne stępienie afektu
- atrofię kończyn dolnych
- objawy charakterystyczne dla autyzmu dziecięcego.

Nazwę zespołu Retta wprowadził Hagberg, który nieświadomy wcześniejszych prac Retta, w roku 1980 zaprezentował na konferencji naukowej własną prezentację 16 przypadków identycznego zespołu zaburzeń.
Pierwsze kryteria diagnostyczne zespołu Retta zostały opracowane w 1984 roku przy współudziale samego Retta. Dzięki sprecyzowaniu standardów diagnozowania do końca swojego życia Andreas Rett miał możliwość konsultowania aż 1000 dziewcząt z tym zaburzeniem rozwoju. Obecnie opisanych jest wiele tysięcy przypadków na całym świecie, a prace badawcze nad zespołem Retta trwają w obrębie różnych subdyscyplin naukowych.

## Epidemiologia
Zespół Retta pojawia się u dziewczynek z częstotliwością od 1:10000 do 1:23000 żywych urodzeń.
Wyższy wskaźnik częstości występowania związany jest z doliczaniem do liczby przypadków potwierdzonych badaniami genetycznymi grupy dziewcząt z tzw. „zespołem rettopodobnym”.

## Etiologia
Pierwszą mutację genu związanego z zespołem Retta odkryto w 1999 roku. Był to gen MECP2 położony na dłuższym ramieniu chromosomu X w locus q28. Mutacja najczęściej (w około 99%) zachodzi de novo. Rodzinne występowanie zespołu Retta jest niezwykle rzadkie i związane najczęściej z mozaiką germinalną lub występowaniem selektywnej inaktywacji chromosomu X za zmutowanym genem MECP2. Przyczyną zespołu Retta mogą też być aberracje chromosomowe, obejmujące region w którym położony jest gen MECP2. 
Mutacje punktowe genu MECP2 wykrywane są u 80% dziewcząt manifestujących postać klasyczną zespołu i u ok. 40% postaci nietypowych. W około 8% przypadków postaci klasycznej i około 3% postaci nietypowej wykrywana jest duża delecja części lub całości genu. Zakłada się także możliwość występowania nietypowych, zwykle nie badanych rutynowo mutacji w innych regionach genu, lub mutacji innych genów (np. CDKL5 w postaciach atypowych), kodujących białka uczestniczące w tym samym szlaku molekularnym co MECP2. Samo wykrycie mutacji nie jest równoznaczne z diagnozą zespołu Retta. O ostatecznym rozpoznaniu decyduje zgodność z obrazem klinicznym.

## Patomechanizm
Gen MECP2 koduje białko MECP2 (białko wiążące metylo-CpG 2), które jest zaangażowane w proces transkrypcji. Dotychczas wyodrębniono kilka genów regulowanych przez MECP2, w tym badacze zwracają szczególną uwagę na A2BP1, GAMT oraz przede wszystkim BDNF.
Mutację genu A2BP1 wykrywano dotychczas u osób z padaczką, autyzmem i niepełnosprawnością intelektualną, co wydaje się w sposób oczywisty wiązać z zespołem Retta. 

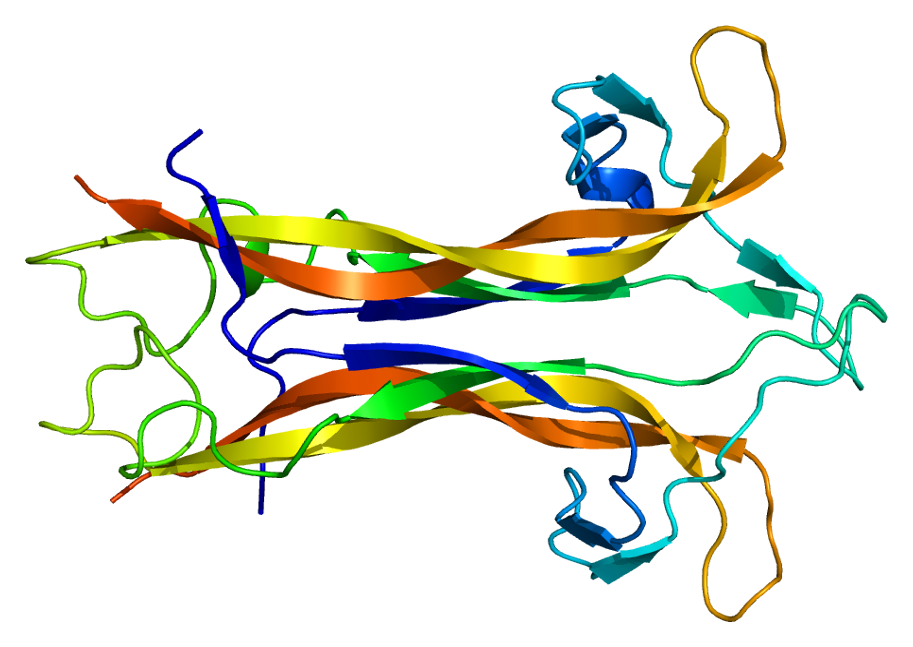
Struktura białka BDNF

Podobnie mutacja genu GAMT, którego nieprawidłowe funkcjonowanie determinuje występowanie poważnych zaburzeń rozwoju intelektualnego, zaburzenia rozwoju mowy i padaczkę. Szczególnie obiecujące dla zrozumienia patomechanizmu w zespole Retta są jednak badania nad ekspresją genu BDNF.
Badania na modelu zwierzęcym prowadzone pod kierunkiem Michaela Greenberga pokazały, że MeCP2 wiąże promotora BDNF i reguluje jego transkrypcję.
Gen BDNF zlokalizowany jest na chromosomie 11 i odpowiada za kodowanie czynnika neurotropowego pochodzenia mózgowego. Czynnik BDNF należy do grupy neurotrofin – białek regulujących rozwój układu nerwowego, zapobiegających apoptozie neuronów oraz umożliwiających różnicowanie komórek progenitorowych.
Szczególna rola genu MeCP2 polega na okresowym „wyciszaniu” i aktywowaniu genu BDNF w okresie wczesnego rozwoju człowieka. Mutacja MeCP2 w zespole Retta powoduje obniżenie aktywności BDNF a co za tym idzie – nieprawidłowe kształtowanie się połączeń nerwowych.
Szansę na opracowanie skutecznej terapii dają badania przeprowadzone na Uniwersytecie Edynburskim i Uniwersytecie w Glasgow. Posługując się mysim modelem choroby uczeni dowiedli, że możliwe jest niemal całkowite wyeliminowanie objawów choroby, jeśli przywrócona zostanie aktywność genu MECP2.

## Zespół Retta a płeć
Zespół Retta w klasycznej postaci dotyczy wyłącznie kobiet. Dla większości płodów męskich mutacja genu MECP2 jest wadą letalną i prowadzi do śmierci na etapie rozwoju płodowego lub ciężkiej encefalopatii noworodkowej z zejściem śmiertelnym przed 2. rokiem życia. W nielicznych przypadkach chłopcy z mutacjami MECP2 mogą dożyć wieku dorosłego, wykazując głębszą lub głęboką niepełnosprawność intelektualną bez charakterystycznego dla zespołu Retta okresu względnie prawidłowego rozwoju wczesnoniemowlęcego. Należy jednak zauważyć, że mutacje wykrywane w tej grupie chłopców, jakkolwiek dotyczą genu MECP2, nie muszą być tożsame z typową mutacją dla zespołu Retta u dziewcząt. Chłopcy ci najczęściej otrzymują diagnozę mózgowego porażenia dziecięcego w postaci spastycznej. Brak występowania czynników ryzyka okołoporodowego i prenatalnego u chłopców z ciężką postacią spastyczności i głęboką niepełnosprawnością intelektualną powinien skłaniać do wykonania badań molekularnych.

## Objawy
Zespół Retta często jest mylnie rozpoznawany jako autyzm, porażenie mózgowe czy ogólne zaburzenia rozwoju intelektualnego. Typowe objawy:
- normalny rozwój od urodzenia do 6-18 miesiąca życia
- utrata sprawności manualnej i zdolności mówienia
- ataksja
- niski wzrost, małe ręce i głowa (wtórna mikrocefalia)
- stereotypowe ruchy rąk (klaskanie, stukanie, wkładanie do ust), zgrzytanie zębami
- problemy z kontaktami społecznymi, ataki paniki, unikanie kontaktu wzrokowego
- napady padaczkowe w 81%[15]
- problemy żołądkowo-jelitowe i oddechowe
- boczne skrzywienie kręgosłupa
- przykurcze mięśniowe.

## Leczenie
Aktualnie nie istnieje żadna sprawdzona metoda leczenia przyczynowego. Dzięki intensywnej rehabilitacji obejmującej m.in. edukację dopasowaną do możliwości dziecka, opiekę logopedy i psychologa dziecięcego, od 2% do 15% pacjentek może samodzielnie funkcjonować. Ważna jest odpowiednio skomponowana dieta.